# Eric Carlson
Ne doit pas être confondu avec Erik Karlsson.
Eric Carlson (né en 1963 à Ann Arbor) est un architecte américain primé ayant son agence à Paris, en France. Il est connu pour le design intérieur et extérieur de la maison Louis Vuitton sur l'avenue des Champs-Élysées.

## Biographie et carrière
Après avoir reçu son diplôme d’architecture, Eric Carlson déménage à San Francisco pour travailler avec des architectes américains suivant le mouvement du nouvel urbanisme. Son expertise architecturale s’est affinée jusqu’à son arrivée sur le continent européen, participant en tant que conférencier etcritique à l'Université Harvard, l'université de Californie, l'Université Tulane et l'Architectural Association School of Architecture.
En 1997, Eric Carlson cofonde le département d’architecture de Louis Vuitton, puis crée sa société en 2004 ; il est rejoint par Pierre Tortrat en 2006 et Pierre Marescaux en 2015.

## Principales réalisations
- Restaurant Piselli Sud, São Paulo, Brésil, 2015
- Iguatemi Skylight, São Paulo, Brésil, 2015
- Longchamp, New Bond Street, Londres, Grande-Bretagne, 2014
- Paspaley Pearls, Brisbane, Australie, 2014
- Tre Bicchieri, São Paulo, Brésil, 2012
- JK Iguatemi Shopping Center, São Paulo, Brésil, 2012
- Longchamp Maison, Canton Road, Hong Kong, Chine, 2012
- BMW Showroom, avenue George-V, Paris, 2012[1]
- Longchamp Flagship Store, Madison Avenue New York, Düsseldorf, Knokke, 2009–2010
- Escada Headquarters, Munich, Allemagne, 2008[2]
- "Stretch" Apartment, Paris, France, 2008
- Tag Heuer Flagship Store, Londres, Grande-Bretagne, 2008
- Tag Heuer Headquarters, La Chaux-de-Fonds, Suisse, 2007
- Tiffany Façade, Tokyo, Japon, 2007
- Museum 360°, La Chaux De Fonds, Suisse, 2007
- Penthouse Apartments, Aoyama, Tokyo, Japon, 2006
- Riverain Commercial Center, Fukuoka, Japon, 2006
- Marina Luxury Lofts, Ibiza, Espagne, 2005
- Public Plaza and Commercial Space, Abu Dhabi, Uae, 2005
- Plaza Ecija, Ecija (Sevilla), Espagne, 2005
- Takashimaya Department Store, Shinjuku, Tokyo, Japon, 2005
- Immeuble Louis Vuitton, Champs-Élysées, Paris, France, 2005[3]
- Céline, Avenue Montaigne, Paris, France, 2004
- Louis Vuitton, Nagoya[4], Roppongi Hills Tokyo[5], Ginza Tokyo, Omotesando Tokyo[6], LV Building, Seoul, 2002–2007
- Club Celux, Tokyo, Japon, 2003[7]

## Prix et Expositions

### Prix
- 2001 : “The Outstanding Design Award” from the Seoul Metropolitan Government for the design of the Cheongdam-Dong building, Seoul, South Korea
- 2006 : “Prix des Plus beaux ouvrages de construction métallique” du Syndicat de la construction métallique de France pour le design de l'immeuble Louis Vuitton sur les Champs-Élysées
- 2010 : “Best Designers of 2010″, Aoyama Residence, Tokyo, Architecture Digest (AD)
- 2010 : “The Award for Rarity” for achievements in Luxury Design and Architecture from the Centre du Luxe et de la Creation, Paris
- 2013 : “Best Designers of 2013″, Tre Bicchierie Restaurant - Sao Paulo/Brésil, Architecture Digest Collector Series
- 2013 : “Australian Made Award”, ASOFIA, Paspaley Melbourne Flagship store,Australia
- 2013 : “Best International Project”, Lighting Design Awards, BMW Showroom, Paris
- 2013 : “Asia’s Top 10 Best Retail Interior Design Projects”, La Maison Longchamp, Hong Kong, Perspective magazine’s

### Expositions
- 2003 : “Logique / Visuelle”, Exhibition, Omotesando, Tokyo
- 2004 : “Inclusive”, Exhibition at Aedes Gallery, Berlin & Milk Gallery], New York
- 2010 : "10 Furniture Projects", Exposition, Paris